# Ernestine Friedl
Ernestine Friedl (* 13. August 1920 in Szeged; † 12. Oktober 2015 in Chapel Hill) war eine aus Ungarn stammende US-amerikanische Anthropologin, die als Professorin an der Duke University lehrte und forschte. 1967 war sie Präsidentin der American Ethnological Society, 1974/75 amtierte sie als Präsidentin der American Anthropological Association, 1976 wurde sie als Fellow in die American Academy of Arts and Sciences gewählt, und 1978 berief Präsident Jimmy Carter sie in das National Science Board.

## Leben
Friedl emigrierte im Alter von zwei Jahren mit ihren Eltern von Ungarn in die USA. Sie besuchte das Hunter College der City University of New York, wo sie 1941 das Bachelor-Examen ablegte. Dann wechselte sie an die Columbia University, studierte dort Kulturanthropologie bei Ralph Linton und Ruth Benedict, betrieb Feldforschung bei den Chippewa in Wisconsin und wurde 1950 zur Ph.D. promoviert. Danach lehrte sie am Wellesley College und am Queens College.
Anfang der 1960er Jahre war sie eine der ersten, die anthropologische Methoden zur Erforschung moderner europäischer Gesellschaften verwandten. Sie betrieb Feldforschung in Griechenland. 1973 kam sie als Professorin an die Duke University und übernahm den Vorsitz des neu gegründeten Departments für Anthropologie.

## Schriften (Auswahl)
- Women and men. An anthropologist's view. Waveland Pr., Prospect Heights 1984, ISBN 978-0-88133-040-3.
- Vasilika. A village in modern Greece. Holt, Rinehart & Winston, New York 1970, ISBN 978-0-03-011545-5.